# Marie Reynès-Monlaur
Pour les articles homonymes, voir Reynès (homonymie) et Monlaur.
Marie-Adèle-Louise-Eugénie Reynès-Monlaur (née le 15 décembre 1866 à Montpellier où elle est morte le 24 août 1940), connue aussi sous le pseudonyme de Marie Reynès (Monlaur est un nom de plume ajouté par cet auteur à son patronyme) est une femme de lettres du XXe siècle, première femme à être admise à l'académie de Montpellier, fondatrice d'une association religieuse, Schola Christi. Selon Frédérique Chevillot et Anna Norris, elle aurait acquis une renommée mondiale.

## Œuvres
- Angélique Arnaud, Paris, Plon-Nourrit, 1901.

Prix Sobrier-Arnould de l’Académie française 1902.
- Jérusalem. Quand vous passiez par nos chemins, avec une préface de Mgr de Cabrières, Paris, Plon-Nourrit et Cie.

Prix Jules-Favre de l’Académie française en 1909
- Ils regarderont vers lui, Paris, Plon-Nourrit et Cie.
- Le Rayon, scènes évangéliques, Paris, Plon-Nourrit et Cie.
- Après la neuvième heure, éd. Plon 1903, 208 pages.
- La Duchesse de Montmorency, Plon-Nourrit.
- Les autels morts "Pages de deuil et d'héroïsme", Plon-Nourrit, 1917.
- Âmes celtes, Plon-Nourrit et Cie, 1921.
- Leur vieille maison, Plon-Nourrit et Cie, 1924.